# Кусочки льда
«Кусочки льда» (фр. Le Bruit des glaçons) — французская трагикомедия с элементами драмы режиссёра Бертрана Блие. В буквальном переводе с французского «Le Bruit des glaçons» значит «звук, издаваемый тающими льдинками в бокале».

## Сюжет
К писателю Шарлю Фальку (Жан Дюжарден), пребывающему в кризисе среднего возраста, приходит наглый и развязный незнакомец (Альбер Дюпонтель). Уютный особняк в прекрасной местности, в котором не так уж и плохо бороться с подобным кризисом, вместо размеренного существования писателя вместе с тайно влюблённой в него служанкой (Анн Альваро), юной русской любовницей (Криста Тере) и хорошим запасом прекрасного вина, наполняется бесцеремонным вторжением незваного гостя во все сферы личной жизни главного героя. Но почему бы не прогнать этого негодяя? А потому, что этот незнакомец — смертельная болезнь под названием рак.
Шокированный Шарль просит болезнь уйти, на что рак в облике человека каждый раз только цинично смеётся. Вначале писатель несколько раз пытается убить болезнь в прямом смысле этого слова: скидывает персонажа Дюпонтеля с террасы, стреляет в него из ружья, даже душит в приступе ярости — болезнь имитирует агонию, чтобы вновь появиться через несколько минут и повеселиться над писателем.
Через некоторое время в разговорах главного героя и его болезни, наполненных парадоксальными и зачастую остроумными размышлениями, воспоминаниями, в их отношениях возникает, как это ни дико звучит, что-то вроде симпатии или, по крайней мере, взаимопонимания.
Болезнь обращает внимание писателя и советует, пока ещё есть время, приударить за служанкой. Одновременно его веселят угрозы Шарля обратиться к врачам, он сообщает, что опухоль мозга писателя находится уже в неоперабельной стадии. Для служанки он вызывает свою помощницу. Хамоватая, одетая в траурное женщина с замашками типичного представителя простонародья — это рак груди служанки.
Писателю нужно успеть попрощаться с сыном, женой, с которой он находится в разводе восемь лет. Умирать тем более обидно, потому что не так давно Шарль был удостоен Гонкуровской премии.
Смерть уже неизбежна, но попробовать её отсрочить всё-равно надо. Или, по крайней мере, в полной мере ощутить неповторимость и радость бытия каждого оставшегося часа…

## Производство
Бюджет фильма составил 7 миллионов евро. Съёмки начались 30 ноября 2009 года и заняли семь недель. Съёмки проходили на юге Франции в коммуне Андуз (англ.) в окрестностях города Ним.

## Премии
Актриса Анн Альваро в 2011 году за роль служанки получила премию Сезар в номинации «лучшая актриса второго плана».